# 星合常恕
星合 常恕（ほしあい つねのり、1842年（天保13年） - 1875年（明治8年）8月2日）は、徳島藩権大参事。現在の淡路島洲本市出身。

## 生涯
1868年（明治元年）に洲本目付役、1869年（明治2年）に徳島藩権少参事、同年に権大参事に遷任。徳島藩東京出張所の外交係を務める。1870年（明治3年）に起こった庚午事変により謹慎50日となる。しかしその際の事件処理が高く評価され、1871年（明治4年）大蔵省に出仕。海外視察団に参加して欧米を洋行。帰国後は高知県に赴任。岩崎弥太郎と交流を持ち、近藤廉平を岩崎に紹介して三菱商会に入社させた。
1872年（明治5年）、権大参事を辞する。殖産事業（鉱山業）を興す計画を進めたが、1875年（明治8年）8月2日に急逝。